# タハーン・プラーン
タハーン・プラーン (タイ語:ทหารพราน、英語：Thahan Phran、Rangers）は、国境警備を任務とするタイ王国陸軍所属の軽歩兵準軍事組織。英語翻訳からレンジャー部隊とも呼ばれている。タイでは黒服部隊（นักรบเสื้อดำ）という通称がある。

## 概要
タハーン・プラーンは、元々1978年7月18日、当時タイ東北部山岳地帯の拠点で活動していたタイ共産党ゲリラ掃討のために創設された志願兵による準軍事部隊である。隊員のなかには、元タイ・スカウト部隊、恩赦を受けた元受刑者、戦果を挙げ土地を得るために参加した者などもいる。兵士とは異なり、黒い服を着ている。タイ共産党掃討の必要性が減少してくると、国境警備、麻薬根絶作戦、難民収容所警備などの安価な多目的部隊として改編された。国境警備警察、タイ王国陸軍の支援を行うことも任務とするが、公組織にできない危険任務を行うことが多い。現在なお、ミャンマー国境、カンボジア国境での紛争で多くの死傷者を出している。隊旗には三本の雷電に剣と星、『国家、宗教、国王、国民』の文字が書かれている。

## 歴史
- 1965年、前身であるタハーン・プラーン志願兵部隊が創設。
- 1978年、陸軍作戦センターにより、タイ‐カンボジア国境地域タハーン・プラーン作戦部隊、チャンタブリー県とトラート県にタハーン・プラーン海兵作戦部隊を創設。
- 同年、ベトナムのカンボジア侵攻
- 1981年、ペッチャブーン県カオ・コー山タイ共産党掃討作戦に参戦
- 1982年、クン・サ拠点攻撃に参戦
- 1986-7年、タイ共産党残党狩り
- 1987年、ククリット・プラーモート脅迫事件
- 1988年、1428高地をめぐるタイ・ラオス武力衝突に参戦
- 1994年、カンボジア軍との国境衝突
- 1995年、ターク県カレン難民キャンプでミャンマー軍と衝突
- 2000年、タハーン・プラーンの大規模再編、本部の廃止
- 2002年、ミャンマー国境の広範囲衝突

## 入隊条件
入隊のためには条件を満たしている必要がある。
- 年齢 18歳から29歳
- 身体検査
- 小学5年生以上の教育
- 活動地域近郊に居住していること

以上の条件を満たさない志願者は、土地鑑など特別な能力を認められることで入隊を許可される。

## 戦力
タハーン・プラーンは、さまざまな階級の正規軍士官もしくは下士官によって統率されている。隊のおよそ3分の1が、軍レベルの訓練受けている。2001年にタイ西部、東部国境の脅威の質の変化に伴い、タイ王国軍同様に予算縮小されたため、大規模な改組と縮小が行われた。1990年代初期には20,000人をかかえていたが、2002年現在、総戦力は10,600人と言われている。装備は軽装であり、訓練をあまり受けていない。しかし、運用費用が安価な兵力であるため、予算が縮小されてきた軍にとって、常時戦力が必要になる国境地域の監視業務の肩代わりをさせるのに役立っている。また、規律がゆるいため、問題行動を起こすことも多く、軍本部から解隊を命じられた部隊もある。南部タイでは犯罪、人権侵害などで問題にされた。一方、政治的に軍部に動員されることもあり、1984年には思想家スラック・シワラックの軍、国王批判に対して、1987年にはククリット・プラーモートの当時陸軍司令官であったチャワリット・ヨンチャイユット大将に向けられた批判に対して撤回を強訴。タハーン・プーラン海兵部隊もあり、海上警備も行っている。

## 組織
本部はかつてナコーンラーチャシーマー県 パックトンチャイ郡にあったが閉鎖され、陸軍の四つの地方本部に移設された。
タハーン・プラーンは13個連隊本部、107個中隊（90人構成）、12個の女性分隊（11人構成）で構成される。
- 陸軍第1軍管区
  - 第12連隊－サケーオ県ムアンサケーオ郡
  - 第13連隊－サケーオ県ワンソンブーン郡
  - 第14連隊－カーンチャナブリー県 ムアンカーンチャナブリー郡タムボン・ワンドン
- 陸軍第2軍管区
  - 第21連隊－ルーイ県ダーンサーイ郡
  - 第23連隊－ナーン県カンタララック郡
  - 第26連隊－ナコーンラーチャシーマー県パックトンチャイ郡
- 陸軍第3軍管区
  - 第31連隊－パヤオ県チエンカム郡
  - 第32連隊－ナーン県ムアンナーン郡
  - 第35連隊－カムペーンペット県クローンラーン郡
  - 第36連隊－メーホンソーン県メーサリエン郡
- 陸軍第4軍管区
  - 第41連隊－ヤラー県ラーマン郡
  - 第43連隊－ナラーティワート県チョアイローン郡
  - 第45連隊－スラートターニー県バーンナーサーン郡

## 活動
武力紛争が散発する東、西部の国境地域において、タイ王国陸軍と国境警備警察と密接に関わりながら活動している。
ラオス、カンボジアに接する東部国境地域においては、国境の監視と防衛に関して初動の責任を負っている。ベトナム空爆、ベトナムのカンボジア侵攻時に多くの死傷者を出し、名を馳せた。
ミャンマー国境のある西部では、ミャンマー軍やワ州連合軍、民主カレン仏教徒軍などによる越境攻撃によって多くの隊員が死傷している。

## 装備
- コルト・ガバメント/M1911 - 拳銃（主装）
- M16A1/A2 - 自動小銃 （主装）
- H&K HK33 - 副自動小銃
- AR-15
- M733 コルト・コマンドー
- AKS-47 - 少数使用
- M60機関銃 - 一般目的機関銃（主装）
- M79 グレネードランチャー
- M203 グレネードランチャー -M16もしくはAR-15に装着使用
- RPG-2 - 少数使用[5]
- 67式RPG - 少数使用 [6]